# Magyarország Kiváló Művésze díj
A Magyarország Kiváló Művésze díj állami kitüntetés, amely a legjelentősebb magyar művészeti állami kitüntetés. A díjazott jogosult a „Magyarország kiváló művésze” (illetve rövidebben: „kiváló művész”) cím viselésére.
A kitüntetést a miniszterelnök adja át képző-, ipar-, fotó-, film- és előadóművészeknek minden év március 15-én. A díjra javaslatot tenni a megelőző év november 30-ig az Oktatási és Kulturális Minisztérium Társadalmi és Civil Kapcsolatok Titkárságán, a kulturális kitüntetési referens címén lehet. Csak az kaphatja meg, akinek már van érdemes művészi kitüntetése, és legalább öt éve viseli.
A díj pénzjutalommal jár, amely megegyezik a Kossuth-díjjal járó pénzösszeg 85%-ával.
A kitüntetés elnevezése eredetileg A Magyar Népköztársaság Kiváló Művésze díj volt, mely néven 1990-ig adományozták a szocialista kultúra fejlesztése terén kimagasló érdemeket szerzett művészek részére. A díjazás nyugdíjkiegészítéssel járt. Havi összege az országos szintű nettó átlagkereset 1/12-ed része volt. A kitüntetett halála esetén özvegye élete végéig a járadék fele részének megfelelő özvegyi járadékra volt jogosult, amennyiben magyar állampolgár volt, Magyarországon lakóhellyel rendelkezett, és a rá irányadó öregségi nyugdíjkorhatárt elérte, továbbá a kitüntető cím jogosultjával halálakor, annak házastársaként közös háztartásban élt. 1991 és 2011 között A Magyar Köztársaság Kiváló Művésze díj volt a neve.

## Díjazottak
| Kiváló művészek |                                                                     |
| 2020-as évek    | 2020 • 2021 • 2022 • 2023 • 2024 • 2025                             |
| 2010-es évek    | 2010 • 2011 • 2012 • 2013 • 2014 • 2015 • 2016 • 2017 • 2018 • 2019 |
| 2000-es évek    | 2000 • 2001 • 2002 • 2003 • 2004 • 2005 • 2006 • 2007 • 2008 • 2009 |
| 1990-es évek    | 1990 • 1991 • 1992 • 1993 • 1994 • 1995 • 1996 • 1997 • 1998 • 1999 |
| 1980-as évek    | 1980 • 1981 • 1982 • 1983 • 1984 • 1985 • 1986 • 1987 • 1988 • 1989 |
| 1970-es évek    | 1970 • 1971 • 1972 • 1973 • 1974 • 1975 • 1976 • 1977 • 1978 • 1979 |
| 1960-as évek    | 1960 • 1961 • 1962 • 1963 • 1964 • 1965 • 1966 • 1967 • 1968 • 1969 |
| 1950-es évek    | 1950 • 1951 • 1952 • 1953 • 1954 • 1955 • 1956 • 1957 • 1958 • 1959 |

### 2025[6]
- Bubnó Tamás DLA, Liszt Ferenc díjas karnagy, énekművész, érdemes művész, a Liszt Ferenc Zeneművészeti Egyetem Egyházzene Tanszékének oktatója, a nyíregyházi Szent Atanáz Görögkatolikus Hittudományi Főiskola főiskolai docense, a Szent Efrém Férfikar alapítója és művészeti vezetője,
- Sára Ernő, Ferenczy Noémi-díjas tervezőgrafikus, érdemes művész, a Magyar Művészeti Akadémia rendes tagja,
- Sárkány Győző, Ferenczy Noémi-díjas grafikusművész, érdemes művész, a Magyar Alkotóművészek Országos Egyesületének alelnöke,
- Schnell Ádám, Jászai Mari-díjas színművész, érdemes művész, a Nemzeti Színház színművésze,
- Szervét Tibor, Jászai Mari-díjas színművész, rendező, érdemes művész, a Thália Színház színművésze.

### 2024[7]
- Bán János Jászai Mari-díjas színművész, érdemes művész, a Katona József Színház színművésze,
- Gráf Zsuzsanna Liszt Ferenc-díjas karnagy, érdemes művész, a Liszt Ferenc Zeneművészeti Egyetem Rendkívüli Tehetségek Képzőjének oktatója, a Városmajori Gimnázium zenei tagozata és az Angelica Leánykar alapítója és vezetője,
- Haris László Balogh Rudolf-díjas fotóművész, érdemes művész, a Magyar Művészeti Akadémia rendes tagja,
- Mészöly Katalin Liszt Ferenc-díjas operaénekes, érdemes művész, a Magyar Állami Operaház örökös tagja,
- Pál István "Szalonna" Liszt Ferenc-díjas népzenész, érdemes művész, a Hagyományok Háza - Magyar Állami Népi Együttes főigazgató-helyettese, művészeti vezetője, a Szalonna és Bandája zenekar művészeti vezetője,
- Voith Ági Jászai Mari-díjas színművész, érdemes művész, a József Attila Színház örökös tagja.

### 2023[8]
- Bencze Ilona Jászai Mari-díjas színművész, érdemes művész,
- Hirtling István Jászai Mari-díjas színművész, érdemes művész,
- Horváth Lajos Ottó Jászai Mari-díjas színművész, érdemes művész,
- L. Kecskés András lantművész, zenetörténész, érdemes művész,
- Nagy Mari Jászai Mari-díjas színművész, érdemes művész,
- Tardy László Liszt Ferenc-díjas karnagy, érdemes művész, a Magyar Művészeti Akadémia rendes tagja.

### 2022[9]
- Hunyadkürti György Jászai Mari-díjas színművész, érdemes művész,
- Kisfaludy András Balázs Béla-díjas rendező, producer, érdemes művész,
- Kligl Sándor Munkácsy Mihály-díjas szobrászművész, érdemes művész,
- Kocsár Balázs Liszt Ferenc-díjas karmester, érdemes művész, a Magyar Művészeti Akadémia rendes tagja,
- Pitti Katalin Liszt Ferenc-díjas operaénekes, érdemes művész,
- Szűcs Nelli Jászai Mari-díjas színművész, érdemes művész.

### 2021[10]
- Bodolay Géza Jászai Mari-díjas színházi rendező, érdemes művész,
- Farkas Zoltán „Batyu” Harangozó Gyula-díjas táncművész, koreográfus, érdemes művész,
- Mikó István Jászai Mari-díjas színművész, rendező, előadóművész, érdemes művész,
- Nemcsák Károly Jászai Mari-díjas színművész, érdemes művész,
- Németh Judit Liszt Ferenc-díjas énekművész, érdemes művész,
- Szemadám György Munkácsy Mihály-díjas festőművész, művészeti író, érdemes művész, a Magyar Művészeti Akadémia rendes tagja,
- Szerednyey Béla Jászai Mari-díjas színművész, rendező, érdemes művész

### 2020[11]
- Bogdán Zsolt András Jászai Mari-díjas színművész, érdemes művész
- Császár Angela Jászai Mari-díjas színművész, érdemes művész, a Magyar Művészeti Akadémia rendes tagja
- Erdei Péter Liszt Ferenc-díjas karnagy, érdemes művész
- Hauser Beáta Ferenczy Noémi-díjas textilművész, érdemes művész, a Magyar Művészeti Akadémia rendes tagja
- Illényi Katica Liszt Ferenc-díjas hegedű- és thereminművész, érdemes művész
- Mihályi Gábor Harangozó Gyula-díjas táncművész, koreográfus, érdemes művész, a Magyar Művészeti Akadémia levelező tagja
- Szecsődi Ferenc Liszt Ferenc-díjas hegedűművész, érdemes művész, a Magyar Művészeti Akadémia rendes tagja
- Tóth Ildikó Jászai Mari-díjas színművész, érdemes művész
- Vitézy László Balázs Béla-díjas rendező, forgatókönyvíró, érdemes művész

### 2019[12][13]
- Bátori Éva operaénekes, érdemes művész
- Csurka László Jászai Mari-díjas színművész, érdemes művész
- Dózsa László színművész, rendező, érdemes művész
- Körtvélyessy Zsolt Jászai Mari-díjas színművész, érdemes művész
- Rátóti Zoltán Jászai Mari-díjas színművész, érdemes művész, a Magyar Művészeti Akadémia rendes tagja

### 2018[14]
- Börcsök Enikő Jászai Mari-díjas színművész, érdemes művész,
- Csáji Attila Munkácsy Mihály-díjas festőművész, érdemes művész, a Magyar Művészeti Akadémia rendes tagja,
- Csuja Imre Jászai Mari-díjas színművész, érdemes művész,
- Fábry Sándor előadóművész, író, érdemes művész,
- Kókay Krisztina Ferenczy Noémi-díjas textilművész, grafikus, érdemes művész, a Magyar Művészeti Akadémia rendes tagja,
- Ráckevei Anna Jászai Mari-díjas színművész, érdemes művész, a Magyar Művészeti Akadémia rendes tagja,
- Solymosi Tamás Harangozó Gyula-díjas balettművész, érdemes művész,
- Záborszky Kálmán Liszt Ferenc-díjas karmester, gordonkaművész, érdemes művész, a Magyar Művészeti Akadémia rendes tagja.

### 2017[15]
- Csikos Sándor, Jászai Mari-díjas színművész, színházi rendező, Érdemes Művész
- Dörner György, színművész, Érdemes Művész, az Új Színház ügyvezető igazgatója
- Igó Éva, Jászai Mari-díjas színművész, Érdemes Művész
- Kathy-Horváth Lajos, hegedűművész, zeneszerző, érdemes művész, az Európai Tudományos és Művészeti Akadémia rendes tagja,
- Kovács László, Liszt Ferenc-díjas karmester, Érdemes Művész, a Kodály Filharmónia Debrecen vezető karmestere, az Eötvös Loránd Tudományegyetem "Eötvös" Művészeti Együttesének művészeti igazgatója, a Miskolci Szimfonikus Zenekar volt művészeti vezetője,
- Molnár Edit, Balázs Béla-díjas fotóművész, Érdemes Művész, a Magyar Művészeti Akadémia rendes tagja
- Szarvas József, Jászai Mari-díjas színművész, Érdemes Művész, a Magyar Művészeti Akadémia rendes tagja,
- Tordai Hajnal, Jászai Mari-díjas jelmeztervező, Érdemes Művész, a Magyar Művészeti Akadémia rendes tagja.

### 2016[16]
- Benkő Imre, Balázs Béla-díjas fotográfus, érdemes művész, az MMA rendes tagja,
- Lantos István, Liszt Ferenc-díjas zongoraművész, érdemes művész, az MMA rendes tagja, a Liszt Ferenc Zeneművészeti Egyetem professzora és volt rektora,
- Sümegi Eszter, operaénekes, érdemes művész, a Magyar Állami Operaház szerződéses magánénekese,
- Szegő György, a Jászai Mari-díjas látvány- és díszlettervező, Ybl Miklós-díjas építész, művészeti író, érdemes művész, a Műcsarnok ügyvezető igazgatója,
- Szombathy Gyula, Jászai Mari-díjas színművész, érdemes művész,
- Venczel Vera, Jászai Mari-díjas színművész, érdemes művész.

### 2015[17]
- Dunai Tamás Jászai Mari-díjas színművész
- Kertesi Ingrid Liszt Ferenc-díjas operaénekes
- Lorán Lenke Jászai Mari-díjas színművész
- Lovas Pál Liszt Ferenc-díjas táncművész
- Tordai Teri Jászai Mari-díjas színművész

### 2014
- Bárány Frigyes színművész
- Dresch Mihály zenész
- Makláry László karmester
- Nagy-Kálózy Eszter színművész
- Richly Zsolt filmrendező
- Trill Zsolt színművész

### 2013
- Esztergályos Cecília Jászai Mari-díjas színművész
- Kárpáti Tamás Munkácsy Mihály-díjas festő- és grafikusművész
- Keleti Éva Balázs Béla-díjas fotóművész
- Lukács Sándor Jászai Mari-díjas színművész
- Szacsvay László Jászai Mari-díjas színművész
- Szegedi Erika Jászai Mari-díjas színművész

### 2012
- Benedek Miklós Jászai Mari-díjas színművész
- Esztergályos Károly Balázs Béla-díjas rendező, forgatókönyvíró
- Konrád György brácsaművész
- Markovics Ferenc Balázs Béla-díjas fotóművész
- Szilágyi Lenke Balogh Rudolf-díjas fotóművész
- Tahi Tóth László Jászai Mari-díjas színművész

### 2011
- Andor Tamás Balázs Béla-díjas operatőr
- Bács Ferenc Jászai Mari-díjas színművész
- Bede-Fazekas Csaba magánénekes
- Morell Mihály festő- és szobrászművész, vágó
- Páll Lajos festő- és grafikusművész, költő
- Szász János Balázs Béla-díjas film- és színházi rendező

### 2010
- Bodnár Erika, Jászai Mari-díjas színművész, érdemes művész
- Fokanov Anatolij, operaénekes, érdemes művész
- Tímár Éva, Jászai Mari-díjas színművész, érdemes művész
- Zsuráfszky Zoltán, Harangozó Gyula-díjas koreográfus, érdemes művész

### 2009
- Csiszár Imre, rendező
- Decsényi János, zeneszerző
- Pap Vera, színésznő
- Pinczehelyi Sándor, grafikus
- Végh Krisztina, balettmester

### 2008
- Csengery Adrienne, előadóművész
- Péreli Zsuzsa, képzőművész
- Sáry László, zeneszerző
- Tóth József, fotóművész
- Végvári Tamás, színész

### 2007
- Hegedűs D. Géza, színművész
- Lantos Ferenc, festő
- Perényi Eszter, hegedűművész
- Szalai András, operatőr
- Zempléni Mária, operaénekes

### 2006
- Berczelly István, operaénekes
- Békés Itala, színésznő
- Hágai Katalin, táncművész
- Jeles András, rendező
- Szuppán Irén, iparművész

### 2005
- Féner Tamás, fotóművész
- Harkányi Endre, színművész
- Matuz István, fuvolaművész
- Rozsos István operaénekes
- Szemethy Imre, grafikusművész

### 2004
- Baross Gábor, karnagy
- Ember Judit, filmrendező
- Gera Zoltán, színművész
- Huszti Péter, színész, rendező
- Kerényi Miklós Gábor, rendező
- Szilvitzky Margit, képzőművész

### 2003
- Kern András, színművész, rendező, író
- Kulka János, színművész
- Romvári József, díszlettervező
- Sas József, humorista
- Vári Éva, színésznő

### 2002
- Kemény Henrik, bábművész
- Kricskovics Antal, táncművész
- Mécs Károly, színművész
- Ötvös Csaba, operaénekes
- Rudolf Péter, színművész

### 2001
- Csíkszentmihályi Róbert, szobrászművész
- Hámori Ildikó, színművész
- Kóti Árpád, színész
- Ruha István, hegedűművész, egyetemi tanár, Érdemes művész

### 2000
- Bárdy György, színész
- Bukta Imre, festő, képzőművész
- Gulyás Dénes, operaénekes
- Kovács Péter, festő
- Szakály György, táncművész
- Szőnyi Erzsébet, zeneszerző

### 1999
- Cakó Ferenc, grafikus, rajzfilmrendező
- Kardos Sándor, operatőr
- Moór Marianna, színművész
- Schütz Ila, színművész
- Zádori Mária, énekművész

### 1998
- Birkás Ákos festőművész
- Fodor Antal táncos
- Schmal Károly, grafikus
- Simó Sándor filmrendező
- Vágó Nelly jelmeztervező

### 1997
- Kováts Tibor, táncművész
- Lázár Kati, színművész
- Pál Tamás, karmester
- Somogyi Győző, grafikusművész
- Vayer Tamás, díszlettervező

### 1996
- Bak Imre, festőművész
- Béres Ilona, színművész
- Lendvay Kamilló, zeneszerző, karmester
- Nagy Zoltán koreográfus
- Szomjas György, filmrendező

### 1991–1995
Nem adományozták.

### 1990
- Babarczy László, rendező
- Bende Zsolt, operaénekes
- Bíró Miklós operatőr
- Csernus Tibor, festőművész
- Deim Pál, festőművész
- Fehér Miklós, díszlettervező
- Gyarmathy Lívia, filmrendező
- Hemző Károly, fotóművész
- Horváth Ádám, TV-filmrendező
- Jakovits József festő-, grafikusművész
- Jovánovics György szobrászművész
- Kende János operatőr
- Király József belsőépítész
- Kocsis Zoltán, zeneszerző, karmester
- Koós Olga, színművész
- Kozák András, színművész
- Lengyel György, rendező
- Marton László, rendező
- Molnár Piroska, színművész
- Orosz János, festő
- Pongor Ildikó, táncművész
- Ránki Dezső, zongoraművész
- Reisenbüchler Sándor, filmrendező
- Soproni József zeneszerző
- Tréfás György operaénekes
- Tokody Ilona, operaénekes
- Zelenák Crescencia, grafikus

### 1989
- Asszonyi Tamás, szobrászművész
- Balassa Sándor, zeneszerző
- Fekete Tibor, színművész
- Feledy Gyula, festőművész
- Gémes József rajzfilmrendező
- Gink Károly fotóművész
- Harangozó György, színművész
- Kelen Péter, operaénekes
- Kerényi Imre, rendező – nem vette át
- Körmendi János, színművész
- Lehoczky Zsuzsa, színművész
- Margitai Ági, színművész
- Metzger Márta, balettmester
- Raksányi Gellért, színművész
- Rékassy Csaba grafikus, festő
- Sapszon Ferenc, karnagy
- Schéner Mihály, festőművész
- Szalay Lajos, grafikus, festőművész
- Szöllősy Irén bábművész
- Tóth János operatőr
- Zenthe Ferenc, színművész

### 1988
- Berek Kati, színművész
- Czinke Ferenc, festőművész
- Eck Imre, táncművész, koreográfus
- Gyarmathy Tihamér, festőművész
- Hofi Géza, előadóművész, humorista
- Kaján Tibor grafikus, karikaturista
- Kohut Magda, színművész
- Magyar József
- Németh József fotóművész
- Oberfrank Géza, karmester
- Ránki György, zeneszerző
- Sólyom-Nagy Sándor, operaénekes
- Solti Gizella gobelintervező
- Suka Sándor, színművész
- Szántó Piroska, festő, grafikusművész
- Szőnyi G. Sándor dramaturg, rendező
- Tordy Géza, színművész
- Vass Éva, színművész

### 1987
- Anna Margit, festőművész
- Durkó Zsolt, zeneszerző
- Hajnal Gabriella, iparművész
- Kalmár Magda, operaénekes
- Koós Iván, képzőművész
- Máté András, grafikus
- Mihályfi Imre, rendező
- Mikó András, rendező
- Németh Sándor színművész
- Petrovics Emil, zeneszerző
- Pécsi Ildikó, színművész
- Sándor Pál, filmrendező
- Sára Sándor, filmrendező
- Sinkó László, színművész
- Szilágyi Tibor, színművész
- Szoboszlai Sándor, színművész
- Vitray Tamás, sportriporter, műsorvezető

### 1986
- Almási Éva, színművész
- Béres Ferenc, énekes
- Csányi Árpád, díszlettervező
- Dömölky János filmrendező
- Gáti József, színművész
- Illés Gyula, szobrász
- Kass János, grafikus, szobrászművész
- Keveházi Gábor, táncművész
- Petress Zsuzsa színművész
- Redő Ferenc, festőművész
- Székely Gábor, rendező
- Szokolay Sándor, zeneszerző

### 1985
- Bánki Zsuzsa, színművész
- Bartha Éva
- Bokor Péter filmrendező
- Bretus Mária, táncosnő
- Erdélyi Miklós, karmester
- Keres Emil, előadóművész
- Mádi Szabó Gábor, színművész
- Marton Frigyes, rendező, színigazgató
- Németh József, festő
- Németh Marika színművész
- Ragályi Elemér operatőr
- Rátonyi Róbert, színművész
- Ruszt József, rendező
- Schäffer Judit jelmeztervező
- Segesdi György, szobrász
- Sík Ferenc, rendező
- Szabó István, filmrendező
- Szabó Sándor, színművész

### 1984
- Bartha László festőművész
- Bozó László dramaturg
- Csákányi László, színművész
- Hadics László, színész
- Horváth József, színművész
- Kurtág György, zeneszerző
- Őze Lajos, színművész
- Perényi Miklós, gordonkaművész
- Raszler Károly, grafikusművész
- Sík Igor operatőr

### 1983
- Bacsó Péter, filmrendező
- Bánffy György, színművész
- Bodrogi Gyula, színművész
- Czímer József dramaturg
- Dargay Attila, filmrendező
- Dózsa Imre balettművész, táncpedagógus
- Fehéri Tamás filmrendező
- Garas Dezső, színművész
- Gregor József, operaénekes
- Inke László, színművész
- Kórodi András, karmester
- Lukács Ervin, karmester
- Németh István, belsőépítész
- Pirk János festőművész
- Szirtes Ádám, színművész
- Vígh Tamás, szobrászművész
- Zsurzs Éva, rendező

### 1982
- Bálint Endre, festő-, grafikusművész
- Csenki Imre karnagy, zenepedagógus
- Foky Ottó rajzfilmrendező
- Görgei György, karmester
- Kiss Nagy András, szobrász, éremművész
- Kovács János, színművész
- Makk Károly, filmrendező
- Petrovics Emil zeneszerző
- Psota Irén, színművész
- Ruzicskay György, festőművész
- Szőllősy András, zeneszerző
- Ungváry László, színművész
- Varga Mátyás, grafikusművész

### 1981
- Czabarka György, operatőr
- Devich Sándor, hegedűművész
- Galambos Erzsi, színművész
- Horvai István, rendező
- Kiss István, szobrászművész
- László Margit, operaénekes
- Máthé Erzsi, színművész
- Mező László, gordonkaművész
- Németh Géza, brácsaművész
- Nepp József, rajzfilmrendező
- Pap Gyula, festőművész, grafikus, iparművész, fotográfus
- Pártay Lilla, koreográfus
- Szabó Árpád,
- Szabó Gyula, színművész
- Szumrák Vera, táncos
- Tábori Nóra, színművész
- Udvardi Erzsébet, festőművész

### 1980
- Agárdy Gábor, színművész
- Avar István, színművész
- Balogh István, grafikusművész
- Békés András, rendező
- Déry Gabriella, operaénekes
- Fényes Szabolcs, zeneszerző
- Horváth Sándor, színművész
- Jancsó Miklós, filmrendező
- Kékesi Mária, táncos
- Kolonits Ilona, filmrendező
- Kovács András, filmrendező
- Maros Rudolf, zeneszerző
- Marton László, szobrászművész
- Márkus László, színművész
- Molnár István, koreográfus
- Palcsó Sándor, operaénekes
- Pongrácz Péter, oboaművész
- Szabó Vladimir, festő, grafikus
- Tarjáni Ferenc, kürtművész
- Vámos László, rendező

### 1979
- Ádám Ottó, rendező
- Gulyás György, karnagy
- Lehel György karmester
- Szemes Mari, színművész
- Varga Imre, szobrászművész

### 1978
- Havas Ferenc, balettművész
- Kazimir Károly, rendező
- Kokas Ignác, festőművész
- Kovács Béla klarinétművész
- Kurucz D. István, festőművész
- Lukács Miklós karmester
- Martyn Ferenc, szobrász-, festőművész
- Mensáros László, színművész
- Seregi László, koreográfus, táncművész
- Szinetár Miklós, színházi és filmrendező
- Szőnyi Kató, rendező
- Vilt Tibor, szobrászművész

### 1977
- Ágai Karola, operaénekes
- Ranódy László, filmrendező
- Szervánszky Endre, zeneszerző
- Tevan Margit, ötvös
- Tomanek Nándor, színművész
- Törőcsik Mari, színművész

### 1976
- Házy Erzsébet, operaénekes
- Kádár György, festőművész
- Orosz Adél, balettművész
- Róna Viktor, balettművész
- Szécsényi Ferenc, operatőr

### 1975
- Bilicsi Tivadar, színművész
- Darvas Iván, színművész
- Frank Frigyes, festő
- Mátyás Mária, operaénekes
- Novák István, színész
- Reich Károly, grafikusművész
- Reismann János, fotóművész
- Sándor Frigyes

### 1974
- Egri István, színművész
- Faragó András, operaénekes
- Ilosvai Varga István, festő
- Lukács Margit, színművész, operaénekes
- Márk Tivadar, jelmeztervező
- Mihály András, filmrendező
- Pethes Sándor, színművész
- Sinkovits Imre, színművész

### 1973
- Banda Ede, gordonkaművész
- Delly Rózsi, operaénekes
- Ék Sándor, festőművész
- Lakatos Vince, filmrendező
- Lázár Mária, színművész
- Miháltz Pál festőművész
- Rajz János, színművész
- Szilágyi Dezső, bábművész
- Udvardy Tibor, operaénekes
- Váradi Hédi, színművész

### 1972
- Andor Ilona, karnagy
- Borsos Miklós, szobrászművész
- Greguss Zoltán, színművész
- Kálmán György, színművész
- Kollányi Ágoston, filmrendező
- Kósa György, zeneszerző, zongoraművész
- Makrisz Agamemnon, szobrászművész
- Radnai György, operaénekes
- Vaszy Viktor, zeneszerző, karmester

### 1971
- Both Béla, színész, rendező
- Csorba Géza, szobrászművész
- Fülöp Viktor, balettművész
- Gács Rezső, (Rodolfo) bűvész
- Holló László, festőművész
- Kun Zsuzsa, balettművész
- Lakatos Gabriella, balettművész
- Lukács Pál brácsaművész
- Ruttkai Éva, színművész

### 1970
- Bárdos Lajos, zeneszerző
- Bessenyei Ferenc, színművész
- Bortnyik Sándor, festőművész
- Deák Sándor színművész
- Farkas Ferenc, zeneszerző
- Horváth Ferenc színész
- Istók János, szobrászművész
- Jámbor László, operaénekes
- Kállai Ferenc, színművész
- Kovács Dénes, hegedűművész
- Molnár Antal zeneszerző
- Somogyi József, szobrászművész
- Szabó István, szobrászművész
- Tátrai Vilmos, hegedűművész

### 1969
- Barcsay Jenő festőművész
- Fónyi Géza festőművész
- Mezey Mária színművésznő
- Ráday Imre színművész
- Ungár Imre zongoraművész

### 1968
- Ajtay Andor színművész
- Benkő Gyula színművész
- Hincz Gyula festő- és grafikusművész
- Losonczy György operaénekes
- Olthy Magda színművész
- Pécsi Sándor színművész

### 1967
- Gábor Miklós színművész
- Gádor István keramikus
- Illés György operatőr
- Melis György operaénekes
- Neményi Lili operaénekes

### 1966
- Bán Frigyes filmrendező
- Gertler Viktor rendező
- Hegyi Barnabás operatőr
- Kerényi Jenő szobrászművész
- Marton Endre rendező
- Maleczky Oszkár operaénekes

### 1965
- Domanovszky Endre festőművész
- Fábri Zoltán filmrendező
- Fülöp Zoltán díszlettervező
- Keleti Márton filmrendező
- Kellér Dezső író, konferanszié
- Kmetty János festőművész
- Szabó Ernő színművész
- Vásárhelyi Zoltán zeneszerző, karmester

### 1964
- Bernáth Aurél festőművész
- Fodor János operaénekes
- Hartai Ferenc fuvolaművész
- Kiss Manyi színművész
- Simándy József operaénekes

### 1963
- Básti Lajos színművész
- Czóbel Béla festőművész
- Kadosa Pál zeneszerző, zongoraművész
- Páger Antal színművész
- Roubal Vilmos karigazgató
- Sulyok Mária színművész

### 1962
- Basilides Zoltán színész
- Makay Margit színművész
- Somló István színművész
- Somogyi Erzsi színművész
- Szabó Ferenc zeneszerző
- Várkonyi Zoltán színművész, rendező

### 1961
- Feleki Kamill színművész
- Kőmíves Sándor színművész

### 1960
- Bulla Elma színművész
- Rózsahegyi Kálmán színművész
- Timár József színművész

### 1959
- Kovács Margit keramikus, szobrászművész
- Mikus Sándor szobrászművész
- Orosz Júlia operaénekes

### 1958
- Ferenczy Béni szobrászművész
- Vedres Márk szobrászművész

### 1957
- Ascher Oszkár előadóművész

### 1956
- Szőnyi István festőművész
- Tőkés Anna színművész

### 1955
- Gobbi Hilda színművész
- Gózon Gyula színművész
- Ladányi Ferenc színművész
- Makláry Zoltán színművész
- Pór Bertalan festőművész, főiskolai tanár
- Somogyi László karmester
- Szörényi Éva színművész

### 1954
- Ferencsik János karmester
- Gellért Endre rendező
- Gyurkovics Mária operaénekes
- Medgyaszay Vilma színművész
- Medgyessy Ferenc szobrászművész
- Rősler Endre operaénekes
- Rudnay Gyula festőművész
- Tolnay Klári színművész
- Uray Tivadar színművész

### 1953
- Bihari József színművész
- Dajka Margit színművész
- Glatz Oszkár festőművész
- Honthy Hanna színművész
- Latabár Kálmán színművész
- Mészáros Ági színművész
- Osváth Júlia operaénekes
- Rácz Aladár cimbalomművész
- Weiner Leó zeneszerző

### 1952
- Csók István festőművész
- Fischer Annie zongoraművész
- Kisfaludi Strobl Zsigmond szobrászművész
- Kodály Zoltán zeneszerző, zenetudós[19]
- Nádasdy Kálmán rendező
- Oláh Gusztáv rendező
- Pátzay Pál szobrászművész
- Zathureczky Ede hegedűművész

### 1951
- Harangozó Gyula balettművész, koreográfus
- Rátkai Márton színművész
- Svéd Sándor operaénekes

### 1950
- Bajor Gizi színművész
- Báthy Anna operaénekes
- Major Tamás színművész
- Palló Imre operaénekes
- Somlay Artúr színművész
- Székely Mihály operaénekes